# Vanvooren

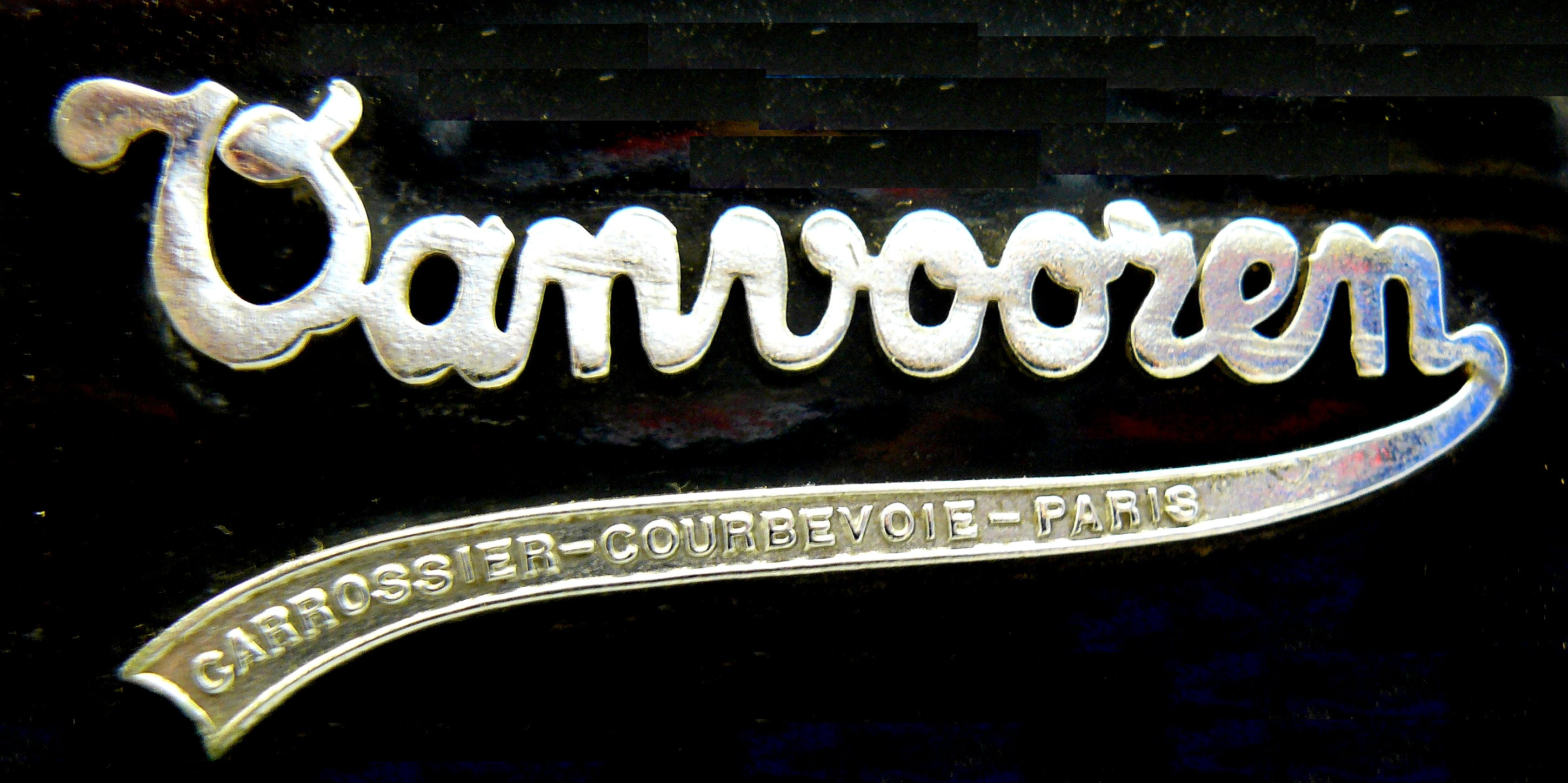

Vanvooren (Carrosserie Vanvooren) — французское предприятие по производству кузовов для легковых автомобилей по индивидуальным заказам, одно из самых старых и известных в этой отрасли. Основано Ахиллом Ванвореном в 1888 г. как каретная мастерская, с 1900 г. переключилось на создание кузовов для самых престижных марок — Hispano-Suiza, Rolls-Royce, Bentley, Bugatti и др. Производство располагалось в пригороде Парижа Курбевуа. Ликвидировано в 1950 г.

## Работы ателье Vanvooren

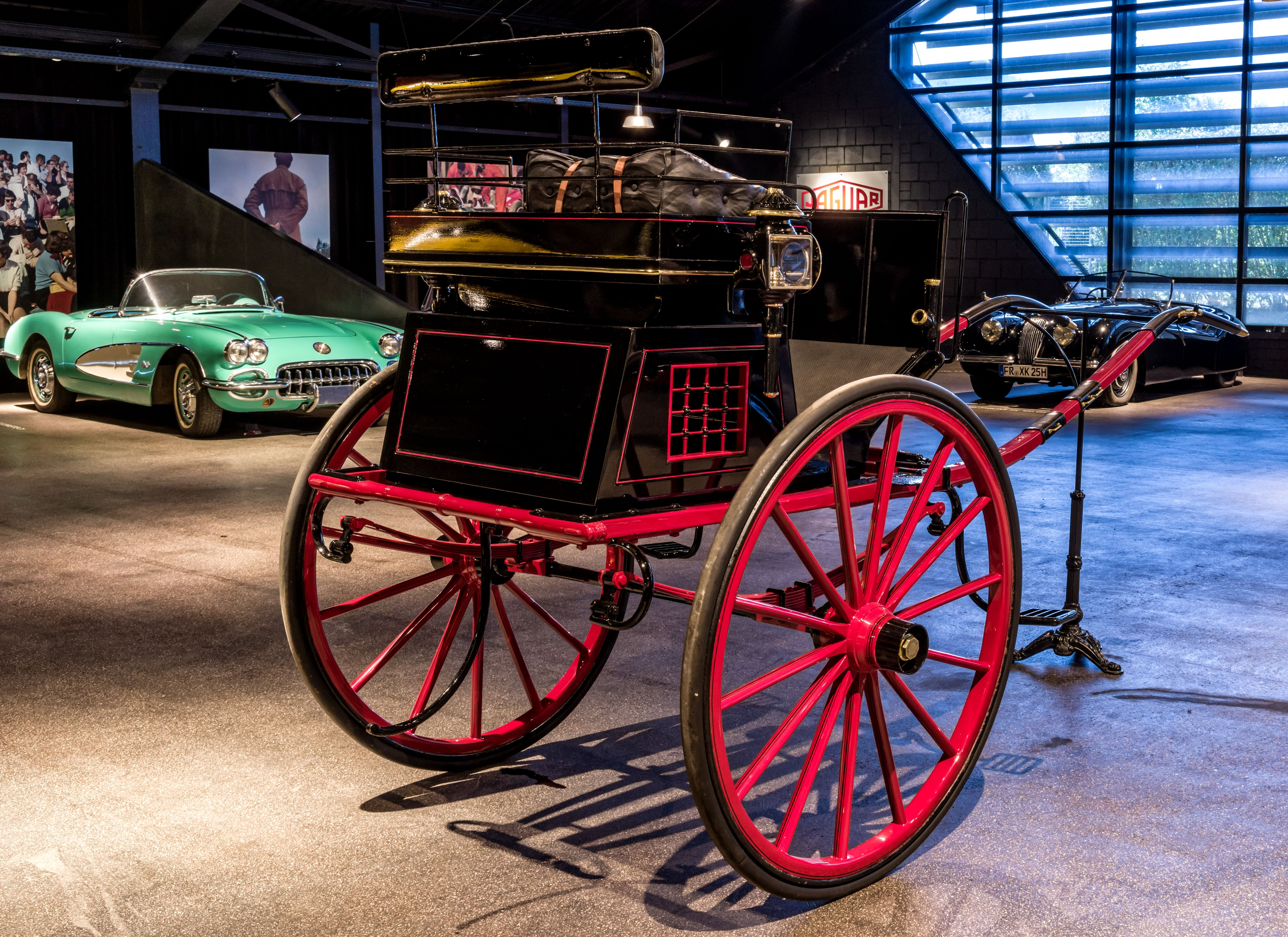
Двуколка Vanvooren
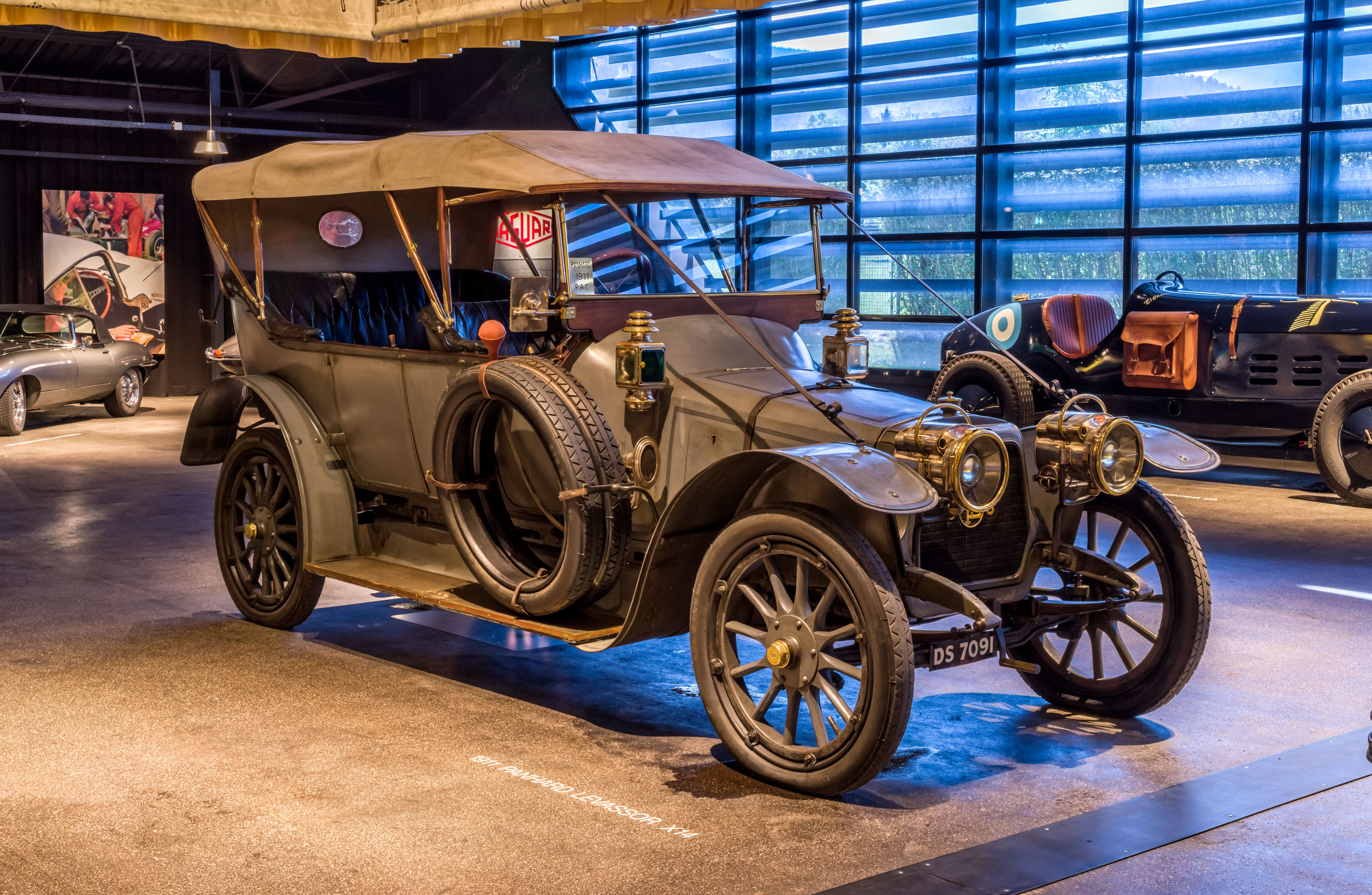
Panhard Levassor X14, 1911 год (одна из самых старых сохранившихся работ ателье{{подст:АИ}})
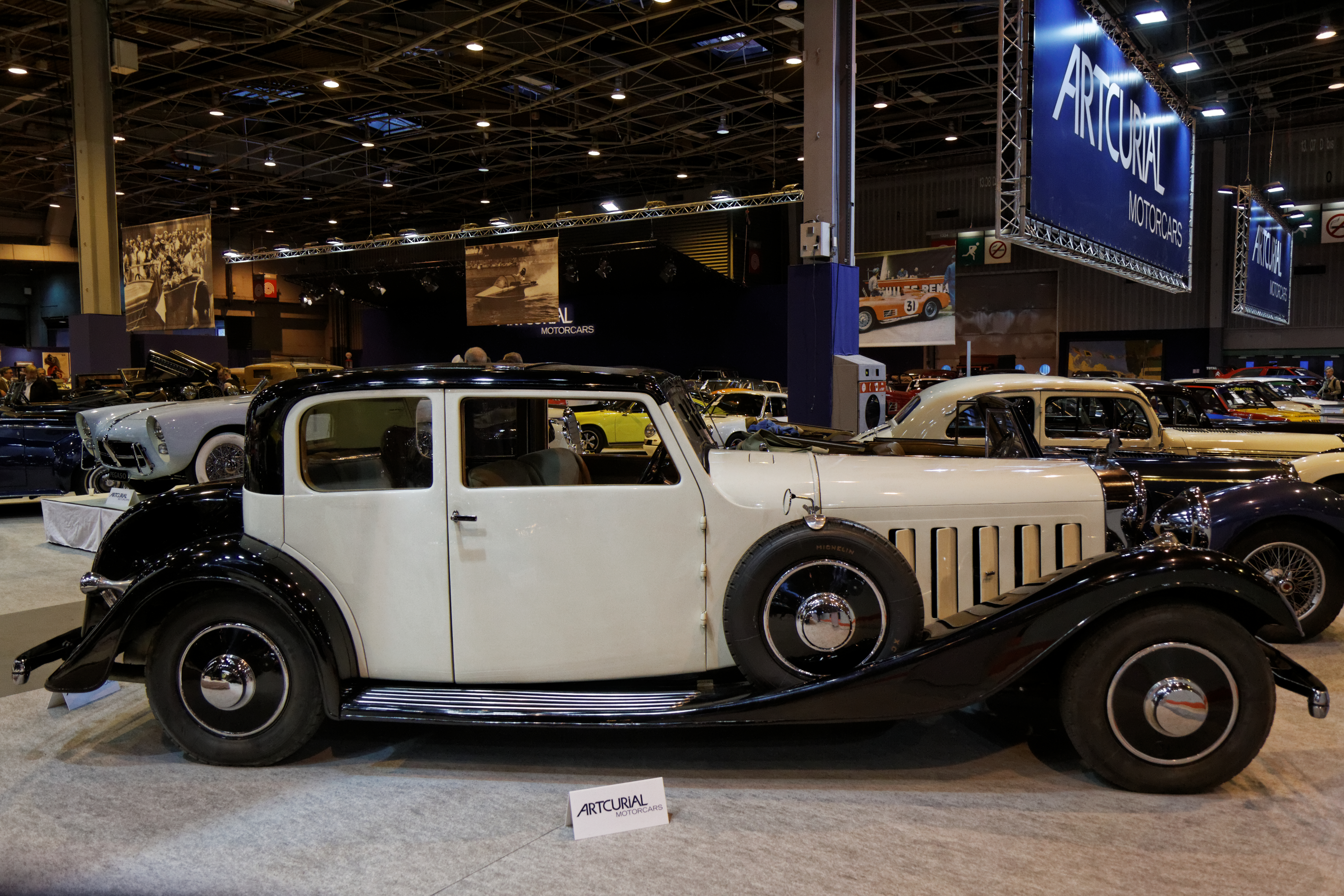
Hispano Suiza J12 Type 68 berline, 1934
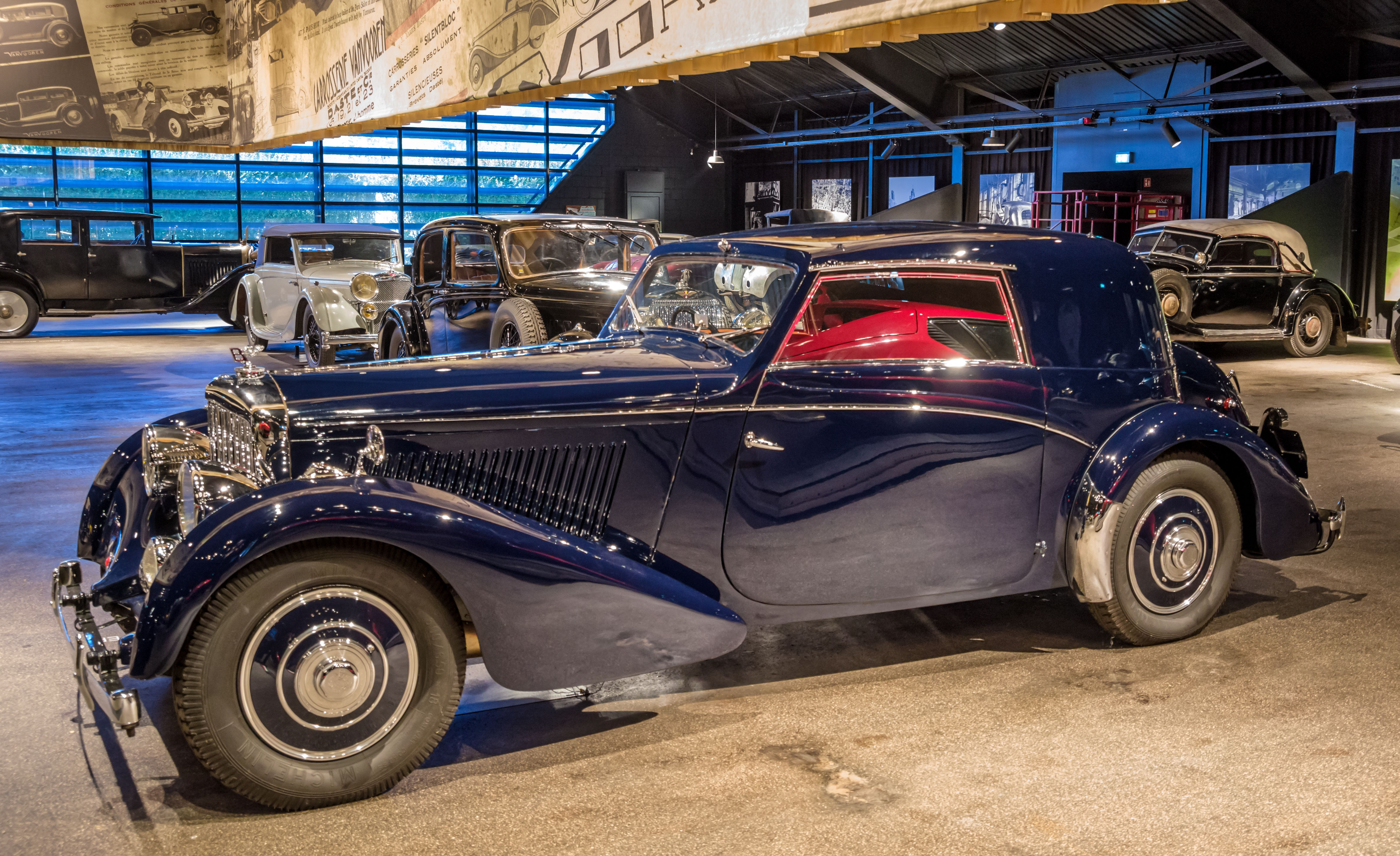
Купе на шасси Bentley 4¼ Litre, 1938
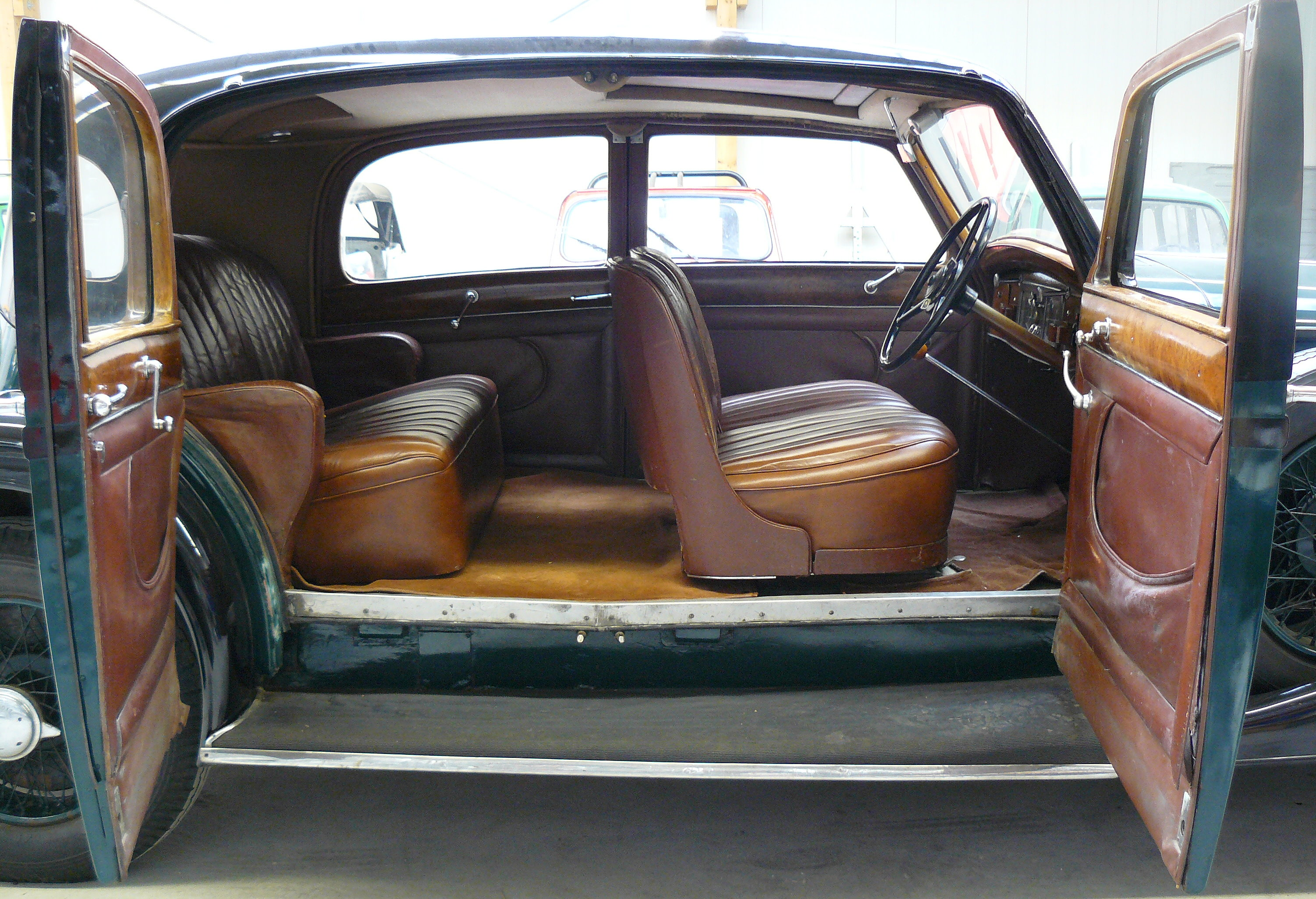
Бесстоечный салон Hispano-Suiza K6, 1938
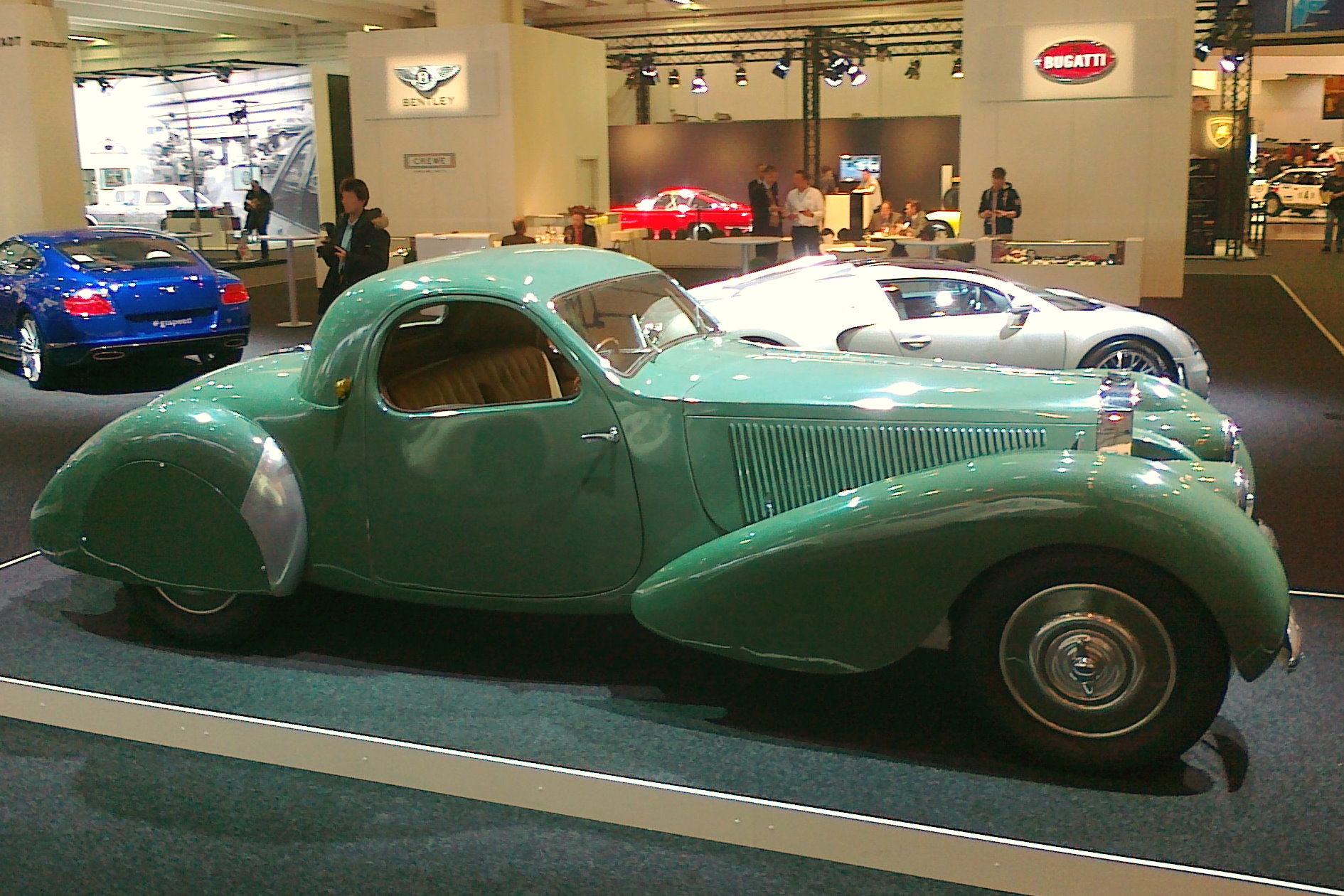
Bugatti T57C Atalante, 1939